# Ein Kheloheinu
Ein K[h]eloheinu (in ebraico אֱין כֱּאלֹהֱינוּ‎?, "nessuno è come il nostro Dio") è un noto inno ebraico. Gli ebrei ortodossi lo pronunciano Ein Kelokeinu quando vi fanno riferimento fuori dal servizio liturgico, onde evitare di pronunciare il nome di Dio invano o violare in altro modo la santità della venerazione dell'Altissimo.
Ein Keloheinu viene a volte cantata alla fine del servizio mattutino (shacharit). Nella tradizione aschenazita al di fuori di Israele, è recitata solo alla fine dello Shabbat e dei servizi liturgici delle festività ebraiche, verso la fine del servizio Mussaf, subito prima la lezione talmudica sulla produzione dell'incenso del Tempio. Tuttavia in Terra d'Israele, come anche in tutti i servizi mattutini di preghiera sefardita, è detta quotidianamente. In altre tradizioni regionali viene usata altrove nella liturgia, ma è comunque nota in tutto il mondo. In molte sinagoghe viene cantata; in alcune sinagoghe ortodosse è recitata sottovoce da ogni fedele e non viene considerata parte integrante del servizio di preghiera.
La tradizione della preghiera consiste nel fatto che ciascuna delle sue 20 frasi conta come una benedizione. Gli ebrei vengono esortati a recitare almeno 100 benedizioni al giorno (Talmud, Menachot 43b]. Durante i giorni della settimana, la preghiera Shemoneh Esrei (o "Amidah") contiene 19 benedizioni e si recita tre volte, per un totale di 57 benedizioni e le rimanenti 43 sono dette durante altre parti dei servizi quotidiani nonché durante altre occasioni della giornata. Nello Shabbat e altri festival tuttavia l'Amidah consiste di sole sette benedizioni. Ein Keloheinu era designata ad assicurare che tutti dicessero almeno 100 benedizioni al giorno, anche in quei giorni quando l'Amidah è più corta.
Quattro nomi differenti vengono usati per riferirsi a Dio in questa preghiera:
1. Elohim (אלהים) - Dio
2. Adon (אדון) - Signore
3. Melekh (מלך) - Re
4. Moshia` (מושיע) - Salvatore o Messia.

tali nomi sono nella stessa sequenza in cui appaiono nella Torah. I cabalisti videro nell'uso dei quattro nomi di Dio dei riferimenti a quattro differenti qualità divine.

## Testo

### Versione originale
| Originale ebraico | Traslitterazione | Traduzione italiana |
| --- | --- | --- |
| אין כאלהינו אין כאדונינו אין כמלכנו אין כמושיענו מי כאלהינו מי כאדונינו מי כמלכנו מי כמושיענו נודה לאלהינו נודה לאדונינו נודה למלכנו נודה למושיענו ברוך אלהינו ברוך אדונינו ברוך מלכנו ברוך מושיענו אתה הוא אלהינו אתה הוא אדונינו אתה הוא מלכנו אתה הוא מושיענו ° אתה הוא שהקטירו אבותינו לפניך את קטרת הסמים °° אתה תושיענו. אתה תקום תרחם ציון, כי עת לחננה כי בא מועד. | En kelohenu, en kadonenu, en kemalkenu, en kemoshi`enu, mi chelohenu, mi chadonenu, mi chemalkenu, mi chemoshi`enu, node lelohenu, node ladonenu, node lemalkenu, node lemoshi`enu, baruch Elohenu, baruch Adonenu, baruch Malkenu, baruch Moshi`enu. Atah hu Elohenu, atah hu Adonenu, atah hu Malkenu, atah hu Moshi`enu. Atah hu shehiqtiru abotenu, lefanekha eth qetoreth hasamim. Ata tooshiaynu. Ata tokoom t'rakhaym tziyon, ki ayt l'khennawh, ki vaw mo'ayd. | Non c'è nessuno come il nostro Dio, Non c'è nessuno come il nostro Signore, Non c'è nessuno come il nostro re, Non c'è nessuno come il nostro Salvatore. Chi è come il nostro Dio? Chi è come il nostro Signore? Chi è come il nostro Re? Chi è come il nostro Salvatore? Ringraziamo il nostro Dio, Ringraziamo il nostro Signore, Ringraziamo il nostro Re, Ringraziamo il nostro Salvatore. Benedetto sia il nostro Dio, Benedetto sia il nostro Signore, Benedetto sia il nostro Re, Benedetto sia il nostro Salvatore. Tu sei il nostro Dio, Tu sei il nostro Signore, Tu sei il nostro Re, Tu sei il nostro Salvatore. Tu sei quello davanti al quale i nostri padri hanno bruciato l'incenso. Tu ci salverai. Tu ci mostrerai la misericordia di Sion quando giungerai, perché sarà il momento di concederle favore. |

il testo ebraico è come appare in tutti i siddurim, sia aschenaziti che sefarditi.

° L'ultima riga del piyut stesso è "Tu sei il nostro salvatore."
La liturgia aschenazita lo segue immediatamente (come parte del canto) con "Tu sei Colui davanti al quale..."  seguito da una descrizione talmudica della miscelazione delle spezie dell'incenso per il Tempio.

°°  Le liturgie sefardite/mizrahi seguono l'ultima riga del piyut con le parole: "Tu ci salverai", seguite dalla citazione di Salmi 102:14, "Tu sorgerai..."

## Versione ladina
In molte congregazioni sefardite, Ein Keiloheinu viene spesso cantata in ladino, o in alternanza tra ebraico e ladino, sebbene mantenga il suo nome ebraico.

### Testo ladino
| Testo ladino | Traslitterazione |
| --- | --- |
| נון כומו מואישטרו דיו, נון כומו מואישטרו שינייור, נון כומו מואישטרו ריאי, נון כומו מואישטרו שלבדור. קיין כומו מואישטרו דיו, קיין כומו מואישטרו שינייור, קיין כומו מואישטרו ריאי, קיין כומו מואישטרו שלבדור. לוארימוס אה מואישטרו דיו, לוארימוס אה מואישטרו שינייור, לוארימוס אה מואישטרו ריאי, לוארימוס אה מואישטרו שלבדור. בנדיגֿו מואישטרו דיו, בנדיגֿו מואישטרו שינייור, בנדיגֿו מואישטרו ריאי, בנדיגֿו מואישטרו שלבדור. טו סוס מואישטרו דיו, טו סוס מואישטרו שינייור, טו סוס מואישטרו ריאי, טו סוס מואישטרו שלבדור. | Non komo muestro Dyo, non komo muestro Senyor, Non komo muestro Rey, non komo muestro Salvador. Ken komo muestro Dyo, ken komo muestro Senyor, Ken komo muestro Rey, ken komo muestro Salvador. Loaremos a muestro Dyo, Loaremos a muestro Senyor, Loaremos a muestro Rey, Loaremos a muestro Salvador. Bendicho muestro Dyo, Bendicho muestro Senyor, Bendicho muestro Rey, Bendicho muestro Salvador. Tu sos muestro Dyo, Tu sos muestro Senyor. Tu sos muestro Rey, Tu sos muestro Salvador. |